# Arianna Puello
Arianna Isabel Puello Pereyra (San Pedro de Macoris, 16 de enero de 1977) conocida como Arianna Puello o Ari, es una compositora rapera y actriz española de origen dominicano. Fue una de las primeras mujeres en hacerse hueco en la escena discográfica del Hip Hop español con "Gancho perfecto" (1999) y "La fecha" (2001).

## Biografía
Nació el 16 de enero de 1977 en República Dominicana y llegó a España a los ocho años. Primero vivió en Barcelona con su familia. Allí escuchaba rap con su hermano que hacía beat-box y su primo en contacto con Nueva York desde donde le enviaban los vinilos -explica en una entrevista-.
En verano de 1993 se instaló en Sant Narcís, en Gerona. Y desde allí frecuentaba La Maret, en Salt, una antigua fábrica de embutidos ocupada en diciembre de ese año por el movimiento squatter especialmente activo en la época. En Salt Fue aquí donde vi los grupos de rap que había, los colectivos de graffiti, de break… y dije: esta es mi movida y yo quiero formar parte de ella. Y me hice activa, con la Hermandad latina junto a Bano… Así que “Salt city es el sitio”.
Empezó a rapear a los 16 años. Fue en La Maret donde Ari cogió por primera vez el micro. Su carrera empezó con la grabación de una canción con su amiga Virginia Hernández.
Un año después, en 1994 formó parte de diversos grupos de la zona N.O. Del KRIB (Nacidos Originalmente Del Karibe) y Discípulos Del Micro. Tras su disolución, en 1996 emprendió su camino en solitario y un año más tarde empieza a ser conocida por su colaboración con El Meswy (uno de los integrantes del grupo El Club De Los Poetas Violentos) en el tema “Mujer Chunga”, el cual la lleva a grabar en 1998, con el nombre de Ari, su primer trabajo de forma profesional: "El tentempié", un maxi que sirve como adelanto a su primer álbum, contando con la colaboración vocal de Nomah.
En 1999 edita “Gancho Perfecto”, el cual la lleva a la cabeza de la representación femenina del Hip Hop español. Este trabajo de 17 temas cuenta con colaboraciones de: Sr. Tcee, El Meswy, Fout, Esmit, Nomah y Frank T. En 2001 lanza su segundo álbum llamado “La Fecha”, el cual se convierte en el más exitoso y reconocido internacionalmente. Entre los 18 temas hay colaboraciones con: Hurricane G, El Meswy, Ache ST, D.O. Doble G y E. Rubén, Mucho Muchacho, Nomah y La Gentuza De Gerona.
En 2003 edita “Así Lo Siento”, un álbum en el que saca su lado más latino. Con 19 temas cuenta con la intervención vocal de: Hablando en Plata, Roldán (Orishas), Dnoe, Ikah, A.D., David A., Nomah, Frank T, Ms Maiko, Elena Andujar, Abel, Gelsomina Torelli, Anable Luboise, Rossy de Palma, Lorky, Pavel y Orishas.
En 2007 lanza el trabajo temático “Juana Kalamidad” un maxi de 2 cortes en diferentes versiones, así como el videoclip del sencillo que da nombre al material discográfico. En 2008 aparece su cuarto álbum titulado “13 Razones”, un trabajo con el que reivindica una manera de interpretar el hip hop, mezclando el dancehall y distintos ritmos caribeños. con el cual es nominada en la Xlll edición de los Premios de la Música en la categoría de Mejor Álbum de Hip Hop, abriendo camino en nuevos países y mercado. Este disco, sin colaboraciones, se compone de 15 temas más 2 bonus tracks e incluye el anterior sencillo “Juana Kalamidad”.
En 2010 publica Kombate o Muere y en 2015 "Despierta".
También ha realizado de manera esporádica colaboraciones como actriz participando en dos largometrajes y dos cortos, entre ellos en la película Shacky Carmine (1999) y ya con un papel más importante en la película "Mi Dulce" (2007) donde compartió pantalla con la actriz Aitana Sánchez Gijón. En 2013 estrena el corto "Casa de muñecas" dirigido por el español afincado en Estados Unidos Guillermo Barreira y coprotagonizado junto al actor televisivo italiano Alessio Sica.

## Rap para transformar la oscuridad en arte
En 2010 realizó una gira por Latinoamérica que le permitió comprobar -ha explicado- cómo el hip hop puede ser un apoyo para quienes lo tienen más difícil. Así lo experimentó en Bolivia:
Hay gente que lucha para que los chavales que están en la calle, en situación de supervivencia, desamparados… encuentren una salida en el hip hop. El hip hop es una manera de transformar el dolor, la oscuridad de la vida, en arte. En vez de coger un cuchillo, una pistola, y salir a pegar tiros, coges y escribes, y tu mente se transforma en filosofía y conviertes el reflejo de la calle en algo bonito, en cuentos, historias y uau! esto a mí me dejó de piedra. No solo rapean, tienen colectivos, son “reclutas”, acogen a los niños en sus talleres…
Porque existe un rap muy violento, el gangsta rap, ese rap que habla de pistolas y zorras, que escuchan muchos y que apoya la delincuencia. Pero también hay un rap constructivo y esperanzador, que ese es el rap que se está haciendo en Latinoamérica. Este es el rap que necesitan las calles para sus mejorías, no un rap gángster.

## Discografía

### ComoAri
- El tentempié (Maxi) (Zona Bruta, 1998)
- Gancho perfecto (LP) (Zona Bruta, 1999)

### ComoArianna Puello
- La fecha (LP) (Zona Bruta, 2001)
- Así lo siento (LP) (Zona Bruta, 2003)
- Juana Kalamidad (Maxi) (Zona Bruta, 2007)
- 13 Razones (LP) (Zona Bruta, 2008)
- Kombate o Muere (LP) (Zona Bruta, 2010)
- Despierta (LP) (EnTuCuelloRecords, Zona Bruta, 2015)
- Rap Komunion (LP) (EnTuCuelloRecords) 2017)
- Gloria y Eternidad (LP) (Por definir)

## Colaboraciones
- La Plaga del Rap México- Cartel de Santa (2004)
- Vengo - La etnnia ft Latinos varios
- Suelo Soñar- Zenit y Frank T
- Legado- ft. MC Luka
- Justicia - ft. C-Kan(2014)
- Locura terminal.- criminología
- Por la Noche.- Mala Rodríguez(2007)
- Pasa.- Mc Pekeño
- Hablamos de respeto ft Sick Jacken de The Psycho Realm y Canserbero(2015)
- Las naciones unidas Nk profeta sicko soldado veneno y más

## Filmografía
- Shacky Carmine (1999)
- Mi Dulce (2007)
- Casa de muñecas (2013) corto